# Terry Silver
Terrance "Terry" Silver es un personaje ficticio de la franquicia de medios The Karate Kid, interpretado por el actor y artista marcial Thomas Ian Griffith. Se le presenta en The Karate Kid Part III (1989), sirviendo como el antagonista principal. Treinta y dos años después, repitió el papel en la cuarta temporada de la secuela de la serie de televisión Cobra Kai (2021) y regresó en su quinta temporada (2022) como su principal antagonista antes de regresar en la segunda parte de la sexta temporada.
El personaje es el mejor amigo y compañero veterano de Vietnam del sensei de Cobra Kai John Kreese, y el cofundador del dojo en sí, así como el archienemigo de Daniel LaRusso. En The Karate Kid Part III, se lo representa como un hombre de negocios megalómano y sociópata que tortura mentalmente a Daniel en un esfuerzo por vengarse de él por haber cerrado el dojo de Kreese. En Cobra Kai, se muestra que se ha reformado temporalmente, solo para que el regreso de Kreese lo haga degenerar mentalmente a su antiguo estado y luego usurparlo como el sensei principal del dojo.

## Concepto y creación

### Escritura
El creador de la franquicia Robert Mark Kamen inicialmente se negó a regresar para la tercera película, ya que quería llevar la franquicia en una nueva dirección. Inspirándose en las películas de Kung Fu de Hong Kong, quería escribir una historia que llevara a Daniel LaRusso y al Sr. Miyagi a la China del siglo XVI. Tanto el presidente de Columbia Pictures Guy McElwaine como el productor Jerry Weintraub rechazaron esta idea. Cuando Dawn Steel reemplazó a McElwaine, le ofreció a Kamen un trato para escribir una tercera película y lo convenció diciéndole que alguien más podría arruinar los personajes.

### Casting
Inicialmente se pretendía que John Kreese tuviera un papel más importante en The Karate Kid Part III. Debido a los conflictos de agenda de Martin Kove con Hard Time on Planet Earth, el personaje de Terry Silver (Thomas Ian Griffith) fue incluido en el guion, reemplazando el papel de Kreese. The Karate Kid Part III fue el primer papel cinematográfico de Griffith. En su juventud, Griffith había estudiado actuación y también se había formado en kenpo karate y tai kwon do. Antes de su casting, había actuado dentro y fuera de Broadway. Griffith declaró que cuando lo eligieron para el papel, Silver no fue escrito para practicar artes marciales sino para antagonizar a Daniel LaRusso. La narrativa cambió después de que el coreógrafo de lucha Pat Johnson se enteró de su experiencia en artes marciales. Griffith consideró que el papel de Silver estaba fuera de su alcance porque tenía 28 años en ese momento y el personaje era un veterano de la guerra de Vietnam unas dos décadas mayor que él. Ralph Macchio, que entonces tenía 29 años, interpretó el papel de LaRusso, un adolescente. Griffith supuso que en su lugar sería elegido como Mike Barnes, un campeón de kárate que lucha contra La Russo.

### Caracterización
El director John G. Avildsen se interesó en desarrollar a Terry Silver como artista marcial después de discutirlo con Griffith y acordó agregar algunas escenas de lucha al papel. Le dio a Griffith oportunidades de aportar ideas a su personaje. Griffith dijo que el papel fue retratado como algo más grande que la vida real, "para hacer reír a los adultos y dar miedo a los niños". A Griffith se le ocurrieron ideas para antagonizar a LaRusso y Avildsen intentó incorporarlas en la película. Griffith interpretó a Silver como un hombre psicótico que disfruta torturar a adolescentes, pero estaba preocupado por la personalidad de Silver, considerando que su interpretación era demasiado excesiva. En cambio, Avildsen lo animó a usar sus instintos e interpretar un personaje más exagerado.
Al desarrollar el personaje de Cobra Kai, los creadores de la serie Josh Heald, Jon Hurwitz y Hayden Schlossberg pensaron en Silver como un "villano de Bond realmente aterrador". Tomaron aspectos del personaje de la película y lo escribieron en una historia moderna. En la serie, Silver disfruta de su estilo de vida rico y muestra poco interés en involucrarse en Cobra Kai con Kreese. Le dice a Kreese que en la década de 1980 era adicto a la cocaína y cree que es una locura que estuviera obsesionado con torturar a un adolescente. Heald explicó que agregaron la cocaína a la historia de fondo de su personaje para explicar el comportamiento maníaco de Silver y dijo que tenía un "Charlie Sheen una especie de estilo de vida parecido a Wall Street". Los creadores insistieron en que Griffith mantuviera su cabello largo para poder usar la cola de caballo característica del personaje en el mismo estilo que su aparición en The Karate Kid Part III. A pesar de no estar seguro de regresar al personaje, Griffith se dejó llevar por la historia detallada que los creadores habían ideado para Silver, que explicaba gran parte de la personalidad del personaje. Griffith describió a Silver como un "tipo súper inteligente" que intenta distraerse de sus demonios internos con su estilo de vida rico, pero Kreese trae sus demonios de vuelta y eso lo consume.
Los creadores de Cobra Kai estaban interesados en reinventar a Silver como un personaje más tridimensional en lugar del villano arquetípico de los años 1980. Griffith dijo que no estaba interesado en repetir la misma actuación, pero quería mantenerse fiel a la esencia del personaje. Su estilo de lucha fue diseñado para expresar el carácter de Silver en la forma en que se mueve, que Griffith comparó con una "serpiente enroscada". Dijo que gran parte del carácter de Silver se ve afectado por su estancia en Vietnam, y explicó que claramente sufre de adicción y trastorno de estrés postraumático. Describió el viaje de Silver como un "camino de supervivencia", pero pensó que no podía cambiar su camino para mejor después de haberlo vivido toda su vida. En la serie, Silver muestra momentos de vulnerabilidad al pedirle perdón a Daniel. Griffith dijo que esto se basa en la necesidad de Silver de "querer ser amado, querer un amigo, querer perdón".

## Trasfondo
Nacido en una familia adinerada, Terry Silver se unió al Ejército de los EE. UU. en algún momento antes de 1968 y fue enviado a Vietnam. Durante este tiempo, conoció a John Kreese convirtiéndose en mejores amigos. Silver recibió el apodo de "Twig" de su compañero de escuadrón Ponytail, debido a su delgada estatura. Kreese, Ponytail y Silver fueron seleccionados personalmente por el Capitán Turner de las Fuerzas Especiales para participar en misiones encubiertas y son entrenados en el arte del Tang Soo Do karate. Durante una de esas misiones para atacar una base del Ejército de Vietnam del Norte, la unidad es capturada cuando la radio de Silver crepita, lo que lleva a que Ponytail sea ejecutado por sus captores. Mientras estaba en cautiverio, un oficial del NVA eligió a Silver para participar en una pelea cuerpo a cuerpo forzada a muerte con Turner, solo para que Kreese se ofreciera como voluntario en su lugar. Después de ser salvado por un ataque aéreo de la Fuerza Aérea de EE. UU., Kreese mata a Turner y libera a los prisioneros restantes. Agradecido con Kreese por salvarle la vida, Silver le prometió una deuda de por vida. Las experiencias de Silver en Vietnam lo dejaron luchando contra el trastorno de estrés postraumático y le resultó difícil regresar a la vida civil. En honor a Ponytail, Silver se deja crecer una cola de caballo después de dejar el ejército.
En 1975, Silver ayuda a Kreese a establecer el dojo Cobra Kai. Sin embargo, Silver se vio obligado a ayudar a administrar el negocio de su familia ante la insistencia de su padre, quien amenazó con eliminarlo de la herencia familiar. Aunque le dejó Cobra Kai a Kreese, Silver continuó brindándole apoyo financiero y prometió ayudar a administrar el dojo algún día. En 1980, Silver pudo comprar Cobra Kai por completo y propuso que el dojo compitiera en un torneo mundial conocido como Sekai Taikai, para que obtuviera reconocimiento mundial. Kreese rechazó la oferta, con la esperanza de centrarse en sus estudiantes, específicamente en Johnny Lawrence.

## The Karate Kid Part III
En 1985, Silver es el director de una empresa de eliminación de residuos tóxicos llamada Dynatox Industries, que vierte residuos ilegalmente en el medio ambiente. Se ha convertido en un maestro del karate, superando incluso a Kreese en habilidad. También se ha vuelto extremadamente errático, debido a una adicción a la cocaína.
En ese momento, el futuro de Cobra Kai está en duda cuando todos los estudiantes de Kreese se van después de que él atacó a su estudiante estrella Johnny Lawrence en represalia por perder ante Daniel LaRusso. Cuando Kreese le dice a Silver que quiere cerrar Cobra Kai, Silver jura ayudarlo a vengarse de Daniel y el Sr. Miyagi y hacer que Cobra Kai vuelva a tener éxito. Silver envía a Kreese a Tahití para que descanse mientras contrata al karateca Mike Barnes para derrotar a Daniel en el próximo Campeonato de Karate Sub-18 de All Valley. Silver irrumpe en la casa del Sr. Miyagi para reunir información sobre él y Daniel. Casi lo descubren, pero se esconde dentro de la chimenea. Se presenta a Daniel y al Sr. Miyagi un día después, afirmando que fue enviado para ayudar a Kreese a recuperar el equilibrio. Les miente diciendo que Kreese murió de un paro cardíaco provocado por un corazón roto y la tristeza por perder a todos sus estudiantes de karate. También culpa al comportamiento errático de Kreese como resultado de sus años de lucha en la guerra de Vietnam. Silver "se disculpa" tanto con Daniel como con el Sr. Miyagi en nombre de Kreese.
Cuando Silver descubre que Daniel no peleará en el torneo de este año, ordena a Barnes y a sus dos matones, Snake y Dennis, que acosen a Daniel y lo obliguen a participar en el torneo. Después de que Daniel se inscribe en el torneo, recurre a Silver en busca de orientación después de que el Sr. Miyagi se niega a entrenarlo. Silver, actuando a pedido de Kreese para hacer sangrar los nudillos de Daniel, obliga a Daniel a destruir un muñeco de madera utilizando un método desarrollado por él mismo al que se refiere como el Método Quicksilver, que tiene como objetivo infligir dolor físico a Daniel, pero también darle una sensación inflada de sus habilidades y progreso.
Después de que Daniel finalmente destruye el muñeco y se lastima al mismo tiempo, Silver le dice que está listo para el torneo. Cuando Daniel y su amiga Jessica Andrews están en un club nocturno, Silver soborna a un hombre para que provoque una pelea con Daniel, quien golpea al hombre y le rompe la nariz. Al darse cuenta de que se ha convertido en un hombre diferente y se ha alejado de sus amigos, Daniel le informa a Silver que no peleará en el torneo, lo que hace que Silver revele su verdadera agenda y alianza con Barnes. Mientras Daniel intenta huir del dojo, Kreese y Barnes lo atacan. El Sr. Miyagi luego aparece en el dojo para rescatar a Daniel, enfrentándose a Barnes, Kreese y Silver en peleas uno contra uno. Aunque ofrece la pelea más fuerte de los tres, Silver es derrotado por Miyagi, pero continúa burlándose de él después.
En el torneo, los organizadores del comité permiten que Silver dé un discurso antes de la pelea final. Silver le dice a la audiencia que abrirá una cadena de dojos Cobra Kai donde los jóvenes pueden aprender "honestidad, compasión y juego limpio". Cuando comienza la pelea, Silver y Kreese le ordenan a Barnes que inflija dolor a Daniel, ganando un punto y luego perdiendo un punto para mantener el puntaje empatado, lo que lleva a una ronda de muerte súbita. El plan parece funcionar hasta que Daniel desata su kata sobre Barnes durante la ronda de muerte súbita, derrotando a Barnes. Después de que se anota el punto final, Silver se aleja disgustado mientras las camisetas de Cobra Kai son descartadas a su alrededor.
Después del torneo, Silver tocó fondo y su compañía fue cerrada o lo destituyó como director ejecutivo por sus negocios ilegales en la década de 1980.

## Cobra Kai
Después del Torneo All-Valley de 1985, Silver perdió su negocio y entró en rehabilitación y terapia para cambiar su vida. Comienza una relación con Cheyenne Hamidi y se gana la vida invirtiendo en empresas. Elimina todos los rastros de su asociación con Cobra Kai, incluido su tatuaje de Cobra.

### Primera temporada
Si bien no se ve directamente, se muestra que Silver tuvo una influencia masiva, ya que sus acciones despiadadas y poco éticas, las de Kreese y Barnes durante el Torneo All-Valley de 1985 llevaron al comité del torneo a emitir una prohibición de por vida a Cobra Kai de participar en el All-Valley. Como nunca conoció a Silver ni a Barnes durante su tiempo como estudiante con Kreese, Johnny apela la prohibición reconociendo los problemas del Cobra Kai anterior, prometiendo que su nueva versión de Cobra Kai no se parece en nada y está dedicada a ayudar a cambiar la vida de los niños para mejor. El comité acepta revertir la prohibición, para disgusto de Daniel, quien también es miembro.

### Segunda temporada
Silver es visto en imágenes de archivo, cuando Daniel les cuenta a sus estudiantes una breve sinopsis de su tiempo entrenando a regañadientes con Silver debido a que Mike Barnes lo obligó a competir en el Torneo All-Valley de 1985 para defender su título de campeón (de The Karate Kid Part III).

### Tercera temporada
Se ve a un joven Silver en flashbacks durante el tiempo en que él y Kreese eran soldados en la guerra de Vietnam. Después de llegar a un acuerdo con Johnny Lawrence y Daniel LaRusso para resolver el destino de sus dojos en el próximo Torneo All-Valley, Kreese hace una llamada telefónica a Silver para solicitar su ayuda.

### Cuarta temporada
Silver rechaza la petición inicial de Kreese de que se reincorpore a Cobra Kai y cuelga la llamada telefónica. Cuando Kreese irrumpe en una fiesta en la casa de playa de Silver, le dice que Johnny y Daniel han unido fuerzas. Sin embargo, Silver sigue negándose a ayudar, diciendo que su adicción a la cocaína en la década de 1980 nubló su juicio y admite lo absurdo de su plan de buscar venganza contra Daniel en 1985. Silver le dice a Kreese que su vida se desmoronó después de la derrota de Cobra Kai en el Torneo All-Valley de 1985. Después de ir a terapia, Silver reconstruyó su fortuna y desarrolló una actitud y una perspectiva de vida más tranquilas. Tras renunciar a Cobra Kai y a su vida pasada, Silver ahora tiene una relación con Cheyenne Hamidi y la está ayudando a lanzar una aplicación de atención plena.
Sin embargo, la inesperada reaparición de Kreese en la vida de Silver finalmente hace que regrese a sus viejas costumbres. Recordando su promesa a Kreese y convencido de que no puede escapar de su pasado, Silver abandona a Cheyenne y acepta regresar a Cobra Kai. Sin embargo, Silver afirma que quiere hacer las cosas de manera diferente para evitar repetir su fracaso anterior. Después de una confrontación entre Cobra Kai y Miyagi-do / Eagle Fang, Kreese y Silver visitan Miyagi-do para que Silver pueda volver a presentarse a Daniel y Johnny y reafirmar su acuerdo de detener las hostilidades antes del torneo. Aunque Silver intenta manipular a Daniel cuando se disculpa por sus acciones pasadas, Daniel obliga al dúo a irse mientras recuerda las formas en que Silver lo había engañado. Insultado por el desdén de Daniel, Silver se vuelve más decidido a ganar.
Después de un período de tiempo entrenando juntos en Cobra Kai, Kreese llega a creer que Silver está tratando de socavarlo con lecciones conflictivas y sugiriendo que Kreese tiene una debilidad durante una lección. Cuando Kreese reprende a Silver, intenta demostrar su lealtad comprando numerosas propiedades para los dojos de Cobra Kai para su expansión, incluido su dojo original. Convencido de que Kreese quiere vengarse de Johnny, usa a su hijo y estudiante de Cobra Kai, Robby Keene, para atraer a Johnny a una trampa para brutalizarlo y desmoralizar a los estudiantes de Johnny. Kreese le ordena a Silver que deje de golpear a Johnny, lo que hace que Silver, desconcertado, se emborrache. En su ira, ataca a Raymond "Stingray" Porter, un ex estudiante adulto de Cobra Kai desesperado por volver a unirse después de que Kreese lo rechazara anteriormente. Luego obliga a Stingray a incriminar a Kreese por su paliza con la condición de que pueda volver a unirse a Cobra Kai.
Durante el torneo, Silver y Kreese dan instrucciones contradictorias a sus estudiantes, lo que tensa aún más su relación, aunque finalmente ganan el torneo después de que Tory Nichols derrota a Samantha LaRusso en la división femenina. Más tarde anuncia que Cobra Kai se expandirá como franquicia por todo el Valle. Sin embargo, después del torneo, Tory escucha que Silver había pagado a los árbitros para que llamaran los partidos a favor de Cobra Kai. Más tarde, mientras Silver y Kreese celebran su victoria en la casa de playa de Silver, Silver procede a decirle a Kreese que su debilidad es Johnny. Acusando a Kreese de preocuparse más por Johnny que por restaurar su amistad, Silver admite su propia debilidad por Kreese al prometerle una deuda de vida. Silver declara que ya no está en deuda con Kreese y termina su amistad incriminándolo por el ataque a Stingray. Cuando la policía detiene a Kreese, jura vengarse de Silver, quien, burlonamente, promete reclutar a algunos "viejos amigos" para que enseñen en los nuevos dojos de Cobra Kai y derrotar a Daniel y Johnny de una vez por todas. Con Kreese tras las rejas, Silver toma el control total de Cobra Kai.

### Quinta temporada
Ahora con el control total de Cobra Kai, y con Kreese encarcelado, Silver comienza a expandir el dojo por todo el Valle. Compra varios dojos locales mientras recluta a un grupo de nuevos senseis de Corea del Sur, incluida Kim Da-Eun, la nieta de Kim Sun-Yung que había creado el estilo que había influenciado a Cobra Kai. Tory confronta a Silver por sobornar al árbitro en el Torneo All-Valley, pero él sostiene que era necesario para asegurar el éxito de Cobra Kai. Al descubrir que Daniel ha reclutado a Chozen Toguchi y planea acabar con Cobra Kai, Silver jura tomar represalias. Primero, hace quemar la tienda de muebles de Mike Barnes después de que intenta ayudar a Daniel y Chozen a encontrar evidencia incriminatoria en su contra. Luego procede a formar una grieta entre Daniel y Amanda al organizar una subasta benéfica y manipular a Daniel para que lo ataque, lo que tensa su matrimonio. Cuando Daniel intenta que Stingray (que fue sobornado por Silver) se vuelva contra él, Silver se mete en una pelea con Daniel, en la que hiere gravemente y desmoraliza a este último. Amanda finalmente se reconcilia con Daniel después de aprender más de su historia con Silver de su prima Jessica Andrews. Cuando Daniel y Johnny visitan a Kreese en prisión, revela el plan de Silver para llevar a Cobra Kai al Sekai Taikai, el torneo de karate más elitista del mundo como parte de su juego final para que Cobra Kai se expanda a escala global. Durante la ronda del torneo de las pruebas de Sekai Taikai, Silver una vez más soborna al árbitro a favor de Cobra Kai y le enseña en secreto a Kenny un movimiento letalmente efectivo para obtener una ventaja. A pesar de que Cobra Kai gana la ronda de chicos, Cobra Kai pierde la ronda de chicas después de que Tory abandona su combate. Cobra Kai finalmente es dejado entrar, pero Miyagi-Do y Eagle Fang también califican.
Más tarde, Terry y Kim castigan a Tory por huir haciéndole usar el método 'Quicksilver' en un muñeco de piedra, haciendo que su mano derecha sangre (en un sombrío recuerdo de Silver entrenando a Daniel con un muñeco de madera). Decidiendo que Silver finalmente necesita ser derribado, Barnes, Chozen y Johnny finalmente deciden atacar a Silver por sí mismos, mientras que los estudiantes de Eagle Fang y Miyagi-Do, con la ayuda de Tory, esperan exponer a Silver a los estudiantes de Cobra Kai al encontrar imágenes de seguridad de su asalto a Stingray en el dojo, que Silver había cubierto sus huellas borrando. Sin embargo, logran descubrir imágenes de Silver confesando a Tory sobre sobornar al árbitro y las suben al canal de YouTube del dojo. En la pelea que sigue en la casa de Silver, Barnes queda inconsciente, con Johnny luchando contra sus secuaces, lo que resulta en ser pulverizado hasta que se recupera y los derrota con la ayuda de un Barnes recuperado, mientras que Chozen derrota a Silver en una pelea a muerte. Sin embargo, mientras Chozen le da la espalda, Silver lo hiere gravemente con una katana. Silver luego se dirige al dojo, pero es demasiado tarde para evitar que las imágenes de la conversación de él y Tory se muestren a sus estudiantes. La revelación de la verdad sacude la fe de los estudiantes de Silver (y posiblemente la de Kim) en él, lo que hace que entre en una espiral maníaca frente a todos sobre cómo la vida es un deporte competitivo. Silver, todavía exhausto por su pelea con Chozen, se involucra en una pelea con Daniel, quien invoca el propio entrenamiento de Silver y lo remata con una patada de grúa. Liderados por Kenny, los estudiantes de Cobra Kai y Kim abandonan por completo a Silver, arrojándole sus camisetas de Cobra Kai mientras Stingray revierte su testimonio anterior a la policía mientras se lo llevan. Con la evidencia proporcionada tanto por los estudiantes como por Stingray, Silver enfrenta una letanía de cargos criminales, mientras que Cobra Kai enfrenta un futuro incierto.

### Sexta temporada
Tres meses antes del Sekai Taikai, Silver consigue que se retiren los cargos y en un club de karate en Bangkok, descubre al Sensei Wolf, a quien le han quitado su dojo. Queriendo difundir su karate por todo el mundo, Silver le propone que participe en el Sekai Taikai y le devolverá su dojo a cambio. En Barcelona, recupera a Dennis de Guzmán, un exalumno de Cobra Kai, y le hace secuestrar a Daniel, y cuando escapa, él, Chozen, Kreese y Kim Da-Eun encuentran a Silver con el Sensei Wolf, descubriendo que están trabajando juntos. Cuando Kenny entra en el Sekai Taikai, le ofrece la oportunidad de unirse a su dojo, Iron Dragons, diciéndole que no le debe nada a sus compañeros del Miyagi-do, pero lo rechaza. Cuando Cobra Kai es eliminado, Silver le da a Daniel un archivo que confirma que el Sr. Miyagi mató a su oponente cuando entró en la competición. En el hotel, Kreese, antes de irse con Cobra Kai después de ser eliminado, intenta enfrentarse a Silver cuando lo escucha planeando una pelea para humillar a Miyagi-do, lamentando no poder hacerlo también con Cobra Kai, aunque Cobra Kai finalmente es reintroducido después de la expulsión del dojo ruso por hacer trampa. En las semifinales, estalla una pelea entre todos los dojos y por separado Kreese, con la intención de matar a Silver, y Silver comienzan una pelea en la que Silver casi mata a Kreese cuando Johnny llega y derrota a Silver. La pelea termina cuando Kwon se apuñala accidentalmente en el pecho y muere, dejando a todos mirando con horror, incluido Silver.
Después de que se cancele el Sekai Taikai, Silver confronta a Gunther sobre la reanudación del torneo, a lo que Gunther dice que si todos los senseis están de acuerdo, se reanudará. Cuando Daniel se niega, Silver secuestra a Johnny en un auto y le dice que ambos quieren que se reanude el torneo y que convenza a Daniel de hacerlo. Silver se reúne con Johnny y Daneil, quien revela que se está muriendo y quiere una última victoria. En el combate entre Robby y Axel, Silver y Wolf presionan a Axel para que lastime a Robby y avance a la final. Cuando Miyagi-Do se retira del torneo, Silver piensa que ya ganó justo cuando Johnny entra a Cobra Kai con Miguel y Tory, dejando a Silver furioso. Iron Dragons pierde ambas finales, pero el campeón del torneo se decide en un combate entre senseis, a lo que Silver le dice a Wolf que no lo desperdicie. Después de la pelea, Silver tiene una tensa conversación con Johnny frente a su familia en la que le dice que toda decisión tiene consecuencias. En su yate, Silver le ordena a Guzmán secuestrar a Carmen y a su hija para presionar a Johnny, pero Kreese mata a Guzmán y él y Silver comienzan a pelear. Silver somete a Kreese y se prepara para matarlo cuando Kreese hace que el yate explote, al lanzar un cigarro encendido a un depósito de combustible.

## Recepción
Gene Ching, que escribe para Den of Geek, describió a Terry Silver en The Karate Kid Part III como un "villano recortado de cartón" y lo comparó con la actuación de Steven Seagal como Nico Toscani en Above the Law. Brian Moylan de Men's Health describió a Terry Silver como una "caricatura de un tipo rico" debido a su estilo de vida lujoso y su risa maníaca, pero sintió que desde que reapareció en Cobra Kai, lo habían escrito como menos caricaturesco a pesar de continuar usando su dinero para salirse con la suya.